# Kalida
Kalida est un village du comté de Putnam, dans l’État de l’Ohio. Lors du recensement de 2010, sa population s’élevait à 1 542 habitants. Sa superficie totale est de 3,81 km2.

## Source
- (en) Cet article est partiellement ou en totalité issu de l’article de Wikipédia en anglais intitulé « Kalida, Ohio » (voir la liste des auteurs).